# Polysciera
Polysciera là một chi bướm đêm thuộc họ Erebidae.